# U + Ur Hand
Singles de Pink
Who Knew
(2006) Nobody Knows
(2006)
Pistes de I'm Not Dead
Leave Me Alone (I'm Lonely)
(08) Runaway
(10)
U + Ur Hand est une chanson de la chanteuse américaine Pink. Il s'agit du 3e single extrait de l'album I'm Not Dead. Il est sorti le 28 août 2006 en Royaume-Uni et le 31 octobre en États-Unis.

## Liste des titres
Pistes du single
1. U + Ur Hand - 3:36
2. Crash & Burn - 4:28

Maxi CD single
1. U + Ur Hand - 3:36
2. Crash & Burn - 4:28
3. U + Ur Hand (BeatCult Remix) - 6:42
4. U + Ur Hand (Bimbo Jones Vocal Mix) - 10:48
5. U + Ur Hand (Video Enhancement)

## Palmarès
| Palmarès (2006/2007)                         | Meilleure position |
| -------------------------------------------- | ------------------ |
| Australie ARIA                               | 5                  |
| Autriche Singles Chart                       | 3                  |
| Belgique Singles Chart                       | 20                 |
| Canada Hot 100                               | 31                 |
| République tchèque Airplay                   | 1                  |
| Pays-Bas Top 40                              | 31                 |
| France Singles Chart                         | 11                 |
| Finlande Singles Chart                       | 14                 |
| Allemagne Singles Chart                      | 4                  |
| Hongrie Airplay Chart                        | 1                  |
| Irlande Singles Chart                        | 13                 |
| Nouvelle-Zélande Singles Chart               | 10                 |
| Suède Singles Chart                          | 5                  |
| Suisse Singles Chart                         | 5                  |
| Royaume-Uni UK Singles Chart                 | 10                 |
| États-Unis ARC Weekly Top 40                 | 2                  |
| États-Unis Billboard Hot 100                 | 9                  |
| États-Unis Billboard Pop 100                 | 5                  |
| États-Unis Billboard Hot Adult Top 40 Tracks | 5                  |
| États-Unis Billboard Hot Dance Airplay       | 1                  |